# ناتالي (أغنية)

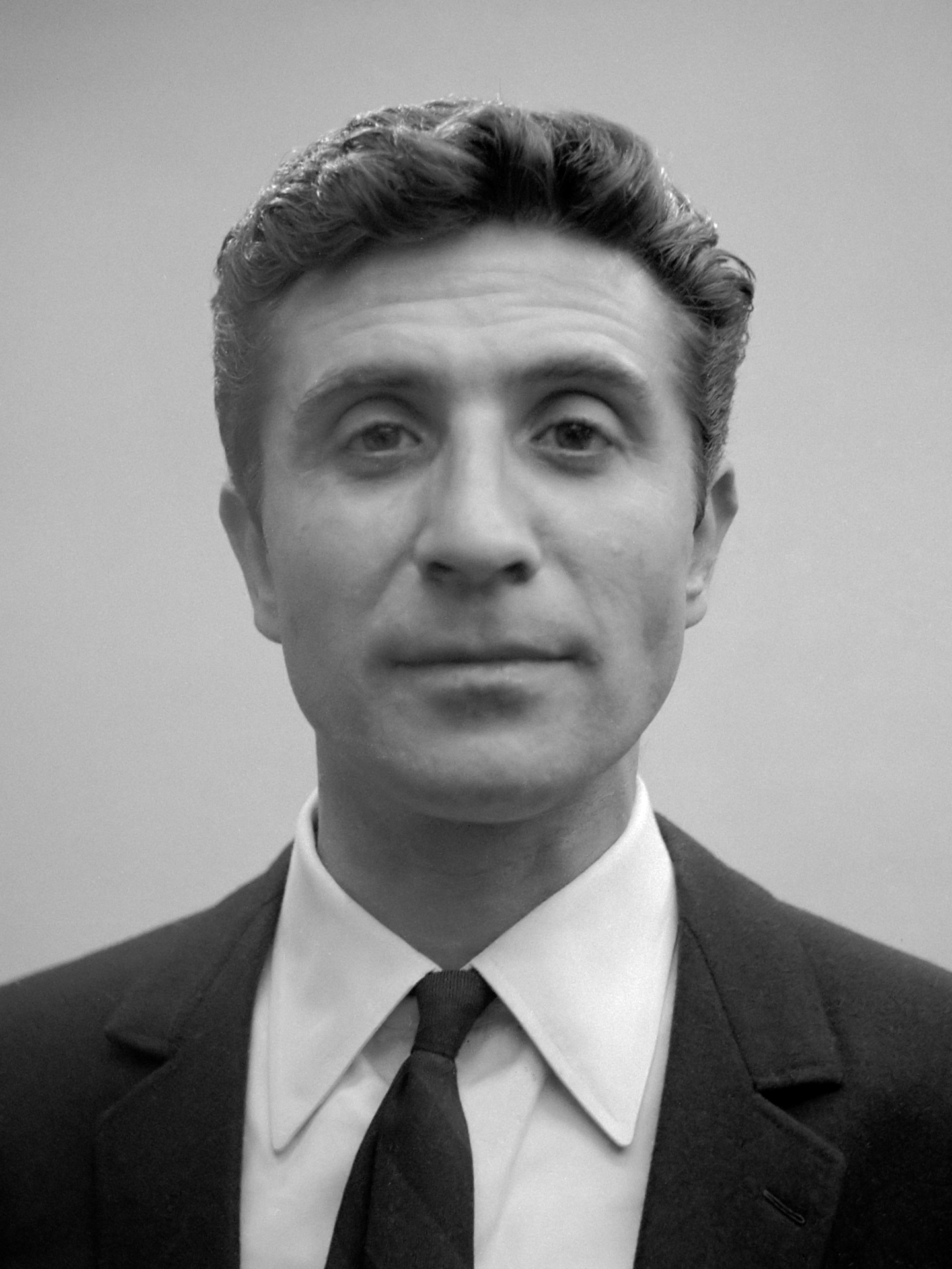

ناتالي (بالفرنسية: Nathalie) هي أغنية حب فرنسية من عام 1964، لحنها وغناها جيلبرت بيكو Gilbert Bécaud، وهي واحدة من أهم أغانيه، كتبها الشاعر بيير ديلانو Pierre Delanoë. تتحدث الأغنية عن مرشدة سياحية سوفيتية جميلة. يُزعم أن أغنية «ناتالي» عكست بداية إعادة التقارب بين فرنسا والاتحاد السوفيتي.

## تاريخ الأغنية
في عام 1964، وفي خضم فترة موسيقى الروك اند رول والتويست وآثار الثقافة الأمريكية على الموسيقى والشباب، والحرب الباردة المناهضة للشيوعية مع الاتحاد السوفياتي، قام جيلبرت بيكو بجولة كبيرة في موسكو، وشهد نجاح دولي مدوي (خاصة في فرنسا وموسكو) بأغنية الحب الفرنسية ناتالي.
الأغنية تتضمن خلفية الموسيقى الروسية، مع عزف الكمان والبلاليكا balalaikaورقصة كازاتشوك Kazatchok، وجوقات الجيش الأحمر، ومزيج من الأماكن الرئيسية أو الخيالية للثقافات الروسية والفرنسية: الميدان الأحمر الذي يصبح أبيض مع الثلج في الشتاء الروسي، وقبر لينين، ومقهى بوشكين، وموسكو، وسهول أوكرانيا، والشمبانيا من فرنسا، والشانزليزيه، وحفلة طلابية مليئة بالروح الروسية. يستحضر ثورة أكتوبر التي أنشئت اتحاد الجمهوريات الاشتراكية السوفياتية
بعد 19 عامًا من نجاح جيلبرت بيكو والشاعر بيير ديلانو، قام الاثنين بوضع أغنية تحت عنوان «ابنة ناتالي La Fille de Nathalie» وهي مراسلة بين بيكو وابنته الطالبة البالغة من العمر 18 عامًا من لينينغراد (سانت بطرسبرغ) المولودة من علاقته الرومانسية مع ناتالي قبل 19 عامًا.

## جيلبرت بيكو (1927-2001)
ولد 24 أكتوبر 1927 في طولون بفرنسا، يطلق عليه السيد 100,000 فولت، ويشتهر بعلامة مميزة وهي ارتداء ربطة عنق كحلي منقطة بنقط بيضاء سميكة Navy tie with thick white polka dots، وكان يدخن بشراهة، ويتحدث ست لغات بطلاقة. قام بالتلحين لكثير من الفنانين الفرنسيين والعالميين مثل داليدا واديث بياف ومارلين ديتريتش، وقام بوضع الموسيقى التصويرية لعدد من الأفلام يصل إلى 142 فيلم ومسلسل، وقام بالتمثيل في 9 أفلام ومسلسلات. توفي في 18 ديسمبر 2001 عن عمر 74 سنة في باريس بفرنسا بسبب سرطان الرئة.

## بيير ديلانو (1918-2006)
جاء في مقال بقلم جيل ميديوني في المجلة الأسبوعية الفرنسية ليكسبريس 20 ديسمبر 2011، ان الشاعر بيير ديلانو قال: «لقد استغرق الأمر مني عامًا لإقناع بيكو بتلحين وغناء» ناتالي«، التي كنت أطلق عليها» ناتاشا«الفتاة التي تعيش حبًا مستحيلًا في رعب شيوعي. وقال لي ذات يوم:» ابتكر صورة قوية.. فيها الميدان الأحمر كان فارغًا، أمامي كانت تسير ناتالي«... جلس على البيانو. انتهينا في غضون ساعة... بسماعها أعتقد أن فلاديمير بوتين وجاك شيراك التقيا في موسكو في مقهى بوشكين».
قال ديلانو لاحقًا أن الكلمات الأولى كانت «ما أجمل هذه الروسية ذات الشعر الأحمر في الساحة الحمراء»، وفي عام 1994 قال: «أحب روسيا واهلها.. أدبهم وطريقتهم في الشرب ومن ناحية أخرى، كرهت الشيوعيين. أردت أن أنجح في تحرير الروح الروسية من هذا الجو».

## استقبال وتأثير الأغنية
حققت الأغنية نجاحًا هائلاً، يوضح جان بيير باسكواليني أنها من أولى الأغاني التي تستحضر الحرب الباردة، في بلد مغلق إلى حد ما يمر بفترة مضطربة (أزمة الصواريخ الكوبية وإقالة خروتشوف).  بعد النجاح الشعبي الهائل الذي حققته الأغنية ولدت الآلاف من فتيات في فرنسا يحملن اسم «ناتالي».
أصبح مقهى بوشكين المذكور في الأغنية مشهورًا جدًا، حيث يسعى إليه السياح كثيرًا في موسكو، لأنه كان متخيلًا تمامًا في الأغنية. تم إنشاء مقهى بوشكين جديد بعد 35 عامًا في موسكو، وافتتح عام 1999 بحضور جيلبرت بيكو، بمناسبة الذكرى المئوية الثانية لميلاد الشاعر الروائي الروسي الشهير ألكسندر بوشكين (1799-1837).
الفيديو الرئيسي للأغنية على موقع اليوتيوب حقق  12.323.571 مشاهدة، وهناك على نفس الموقع عدد كبير من تسجيلات حية للأغنية تم تصويرها من على المسرح أو في بعض البرامج الفرنسية وتتميز في كل مرة بأداء مختلف يتسم بسرعة أكبر أو عزف بيانو مختلف.

## نسخ أخرى للأغنية
قدم أغنية ناتالي في فرنسا عدد كبير من المغنيين مثل: جورج شيلون Georges Chelon وباتريك برويل وإيف دو تيل وريتشارد أنتوني وشيم وسانسيفيرينو وأدامو. تم نقلها للعديد من اللغات وغناها «تاباني برتو» من فنلندا، وباللغة الصربية الكرواتية غناها دوردي مارجانوفيك وفايس بيوكوف، كما غناها آخرين بالإيطالية والسويدية والألمانية.

## كلمات الأغنية

الكرملين - الميدان الأحمر - موسكو

كانت الساحة الحمراء فارغة La place Rouge était vide
سارت أمامي ناتالي Devant moi marchait Nathalie
كان لها اسم جميل مرشدتي السياحية، ناتالي Il avait un joli nom, mon guide, Nathalie
كانت الساحة الحمراء بيضاء La place Rouge était blanche
صنع الثلج سجادة La neige faisait un tapis
وقد تابعت خلال هذا اليوم.. الأحد البارد، ناتالي Et je suivais par ce froid dimanche, Nathalie
تحدثت بعبارات جدية، عن ثورة أكتوبر Elle parlait en phrases sobres, de la révolution d'octobre
في غضون ذلك، كنت أفكر، بعد زيارة قبر لينين Je pensais déjà, qu'après le tombeau de Lénine
يمكن ان نذهب إلى مقهى بوشكين، لشرب الشوكولاتة On irait au cafe Pouchkine, boire un chocolat
كانت الساحة الحمراء فارغة La place Rouge était vide
أمسكت بذراعها، وابتسمت لها J'ai pris son bras, elle a souri
كان لها شعر أشقر، مرشدتي، ناتالي Il avait des cheveux blonds, mon guide, Nathalie
في سكنهم بالجامعة، كانوا مجموعة من الطلاب Dans sa chambre à l'université, une bande d'étudiants
كانوا متشوقين وبفارغ الصبر، لنمزح ونضحك كثيرا L'attendait impatiemment, on a ri, on à beaucoup parlé
أرادوا معرفة كل شيء، وناتالي تقوم بترجمته Ils voulaient tout savoir, Nathalie traduisait
موسكو، سهول الكرملين، والشانزليزيه Moscou, les plaines d'Ukraine, et les Champs-Élysées
لقد جعلنا كل ذلك مختلطًا، وغنينا On à tout mélange, et l'on à chanté
منفتحين، وكنا نضحك تحسبا لذلك Et puis ils ont debouche, en riant à l'avance
بعض الشمبانيا الفرنسية، ورقصنا Du champagne de France, et l'n à dansé
وعندما كانت الشقة فارغة Et quand la chambre fut vide
رحل جميع الأصدقاء Tous les amis etaient partis
بقيت مع مرشدتي فقط، ناتالي Je suis resté seul avec mon guide, Nathalie
لا مزيد من الأسئلة، ولا عبارات رصينة، ولا ثورة أكتوبر Plus question de phrases sobres, ni de révolution d'octobre
لم أعد هناك معها، انتهى  قبر لينين On n'en était plus là, fini le tombeau de Lenine
الشوكولاتة في بوشكين، كان ذلك منذ وقت طويل Le chocolat de chez Pouchkine, c'est, c'était loin déjà
كما تبدو حياتي فارغة بالنسبة لي Que ma vie me semble vide
ما زلت أعرف ذلك.. يومًا ما في باريس Mais je sais qu'un jour à Paris
أنا من سأكون دليلاً لها، ناتالي C'est moi qui lui servirai de guide, Nathalie

## وصلات خارجية
https://www.imdb.com/name/nm0126713/ ناتالي (أغنية)
https://www.youtube.com/watch?v=6Y-bpiiwvo4 ناتالي (أغنية)
https://www.youtube.com/watch?v=GVPDy8yt-qI ناتالي (أغنية)
https://www.youtube.com/watch?v=TilQ8BIHisw ناتالي (أغنية)
https://www.youtube.com/watch?v=9qSiS2yisTE ناتالي (أغنية)
https://www.youtube.com/watch?v=OU_5khmG4Eg ناتالي (أغنية)
https://www.youtube.com/watch?v=sizoMv4RZ3A ناتالي (أغنية)